# Никулино (Хиславичский район)
Никулино — деревня в Хиславичском районе Смоленской области России. Входит в состав Череповского сельского поселения. Население — 23 жителя (2007 год). 
Расположена в юго-западной части области в 6 км к северо-востоку от Хиславичей, в 23 км западнее автодороги А141 Орёл — Витебск. В 24 км восточнее деревни расположена железнодорожная станция Васьково на линии Смоленск — Рославль. 

## История
Согласно спискам населенных мест Российской империи в деревне Никулино в 1859 году проживало 147 человек. В 1904 году — 236 человек.
До 1929 года деревня входила в состав Ново-Руднянской волости Рославльского уезда Смоленской губернии. С 1929 года — в составе Хиславичского района Смоленской области.
Также на старых картах встречается название Никольское.
В годы Великой Отечественной войны деревня была оккупирована гитлеровскими войсками в июле 1941 года, освобождена в сентябре 1943 года.